# Abbassos
Abbassos (lateinisch Abbassus) oder Ambason (griechisch αμβασον) war eine antike kleinasiatische Stadt in Phrygien.
Sie wird vom römischen Geschichtsschreiber Titus Livius anlässlich seiner ausführlichen, auf Polybios zurückgehenden Schilderung des Feldzugs des Konsuls Gnaeus Manlius Vulso gegen die Galater Kleinasiens erwähnt. Demnach berührte dieser Konsul 189 v. Chr. bei seinem Marsch nach Galatien auch Abbassos, das damals im Grenzgebiet zum Stamm der Tolistobogier lag. Die Stadt befand sich wohl nahe Synnada, konnte allerdings noch nicht genau lokalisiert werden.